# Chantal Petitclerc

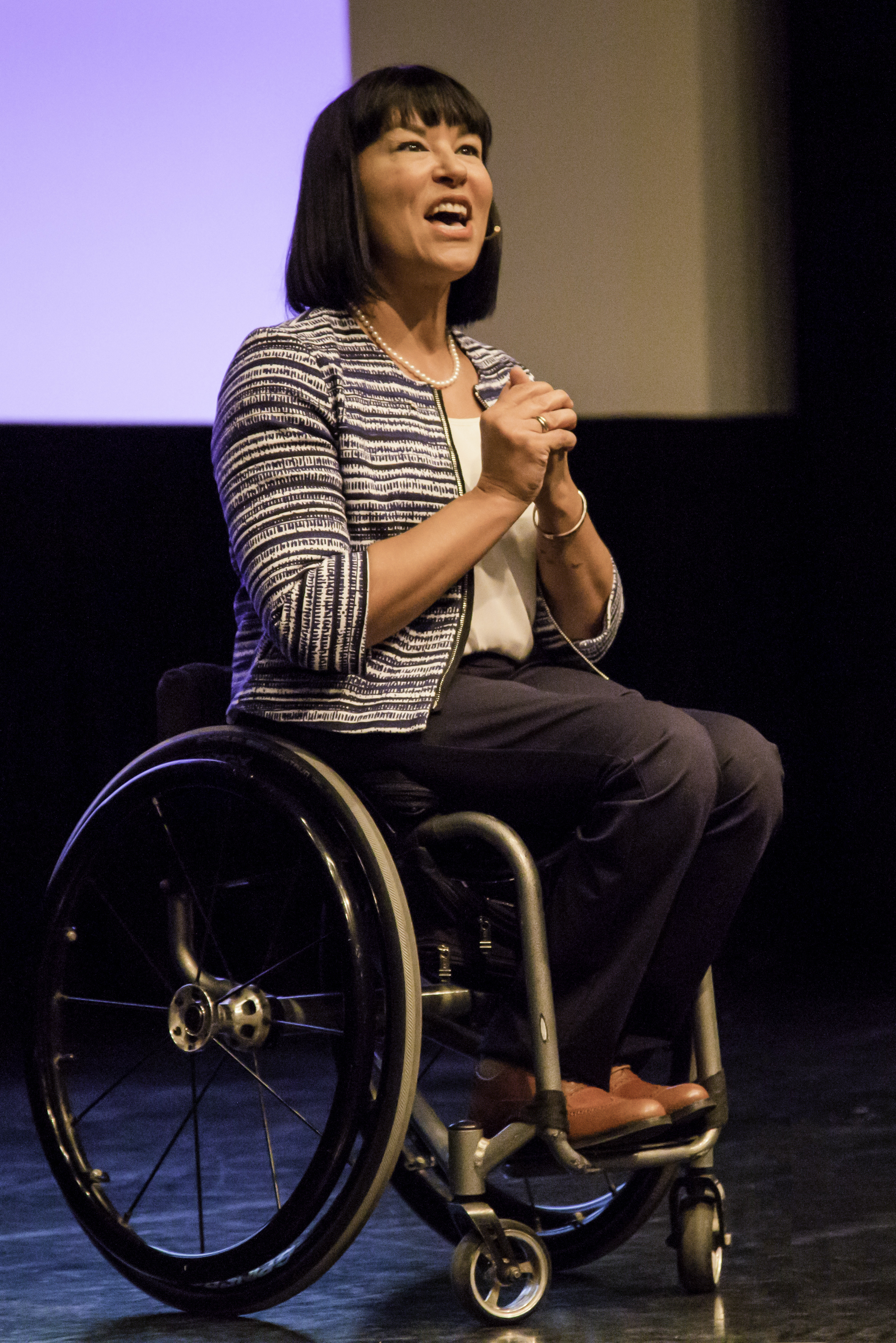
Chantal Petitclerc (2017)

Chantal Petitclerc CC (* 15. Dezember 1969 in Saint-Marc-des-Carrières) ist eine kanadische Behindertensportlerin und Politikerin. Von 1992 bis 2008 startet die Rollstuhl-Athletin bei Paralympischen Spielen und sammelte in dieser Zeit 14 Gold-, 5 Silber- und 2 Bronzemedaillen. Die Kurzstreckenspezialistin hält die Weltrekorde über 100, 200, 400, 800 sowie 1500 m. Seit dem 1. April 2016 gehört sie dem Senat von Kanada als unabhängige Senatorin für die Senatsdivision Grandville in Québec an.

## Leben

### Kindheit und Jugend
Chantal Petitclerc wurde am 15. Dezember 1969 in Saint-Marc-des-Carrières in der Provinz Québec geboren. Durch einen Unfall im Alter von 13 Jahren, als ein schweres Scheunentor umstürzte und auf sie fiel, wurde sie von der Taille abwärts querschnittgelähmt. Zur Rehabilitation begann Petitclerc mit Schwimmen, vier Jahre später wechselte sie zur Leichtathletik und fing an, für Rollstuhlrennen zu trainieren. Ihren ersten Wettkampf beendete sie weit abgeschlagen auf dem letzten Platz. Dabei traf sie auf Athleten, die für die Sommer-Paralympics in Seoul 1988 trainierten, und ließ sich durch sie anspornen und motivieren.

### Sportliche Karriere
Neben ihrer sozialwissenschaftlichen Ausbildung am Cégep de Sainte-Foy und später dem Geschichtsstudium an der University of Alberta trainierte Petitclerc immer intensiver und nahm 1992 in Barcelona erstmals an den Paralympics teil, von denen sie mit zwei Bronzemedaillen über 200 und 800 m heimkehrte. Bei der folgenden Austragung 1996 in Atlanta gewann sie Gold über 100 und 200 m sowie Silber über 400, 800 und 1500 m. Erneut zweimal Gold gewann sie bei den Paralympics 2000 in Sydney, diesmal über 200 und 800 m, dazu Silber über 100 und 400 m.
In das Veranstaltungsprogramm der Commonwealth Games 2002 wurden erstmals regulär einzelne Wettbewerbe des Behindertensports aufgenommen; Petitclerc entschied dort das Rennen über 800 m für sich. Ebenso gewann sie den Demonstrationswettbewerb über 800 m bei den Olympischen Spielen 2004 in Athen. Die anschließenden Paralympics dominierte sie: Petitclerc gewann Gold in allen fünf Disziplinen von 100 bis 1500 m und stellte dabei vier Weltrekorde auf. Daraufhin wurde Petitclerc 2005 als Behindertensportler des Jahres mit dem Laureus World Sports Award ausgezeichnet. Eine weitere Ehre wurde ihr zuteil, als sie für die Eröffnungsfeier der Commonwealth Games 2006 als Trägerin der kanadischen Flagge ausgewählt wurde.
Bei den Paralympics 2008 in Peking wiederholte Petitclerc den Erfolg aus Athen und kehrte erneut mit fünf Goldmedaillen heim. Dafür erhielt sie 2008 die Lou Marsh Trophy (Kanadischer Sportler des Jahres). Nach insgesamt 14 Gold-, 5 Silber- und 2 Bronzemedaillen erklärte Petitclerc ihre paralympische Karriere nach den Spielen in Peking für beendet. Sie trainiert nun noch für die Teilnahme an Marathons und anderen Langstreckenrennen.
In London, bei den Paralympics 2012, war Petitclerc nicht mehr als Sportlerin aktiv. Stattdessen war sie nun als Trainerin und Mentorin für das britische Paralympics-Aufgebot tätig.

### Weltrekorde
Chantal Petitclerc hält (in der Klasse T54) folgende Weltrekorde:
- 100 m, Atlanta, USA, 2008: 15,91
- 200 m, Peking, Volksrepublik China, 2008: 27,52
- 400 m, Athen, Griechenland, 2004: 51,91
- 800 m, Peking, China, 2008: 1:45,19
- 1500 m, Atlanta, USA, 2007: 3:24,20

### Politische Karriere
Am 1. April 2016 wurde Petitclerc auf Vorschlag des kanadischen Premierministers Justin Trudeau zur Senatorin für die Division Grandville im Osten Québecs ernannt. Innerhalb des Senats schloss sich Petitclerc der Independent Senators Group an.

## Weitere Ehrungen und Tätigkeiten
In Kanada erfährt der Behindertensport eine sehr hohe öffentliche Aufmerksamkeit, Petitclerc gilt dort als großes menschliches und sportliches Vorbild. Im Jahr 2009 erhielt sie einen Stern auf Canada’s Walk of Fame in Toronto. Außerdem wurde sie 2009 „für ihre überragenden Erfolge bei Paralympics, die sie weltweit zu einer Quelle der Inspiration gemacht haben, und für ihr Engagement bei der Entwicklung des Behindertensports“ als Companion des Order of Canada geehrt. Dabei handelt es sich um die höchste Stufe des Order of Canada, Kanadas höchster Auszeichnung für Zivilpersonen.
Neben der sportlichen Karriere ist Petitclerc auch für das Fernsehen tätig. Zum Beispiel war sie von 1994 bis 2007 als Lotto-Fee für Loto-Québec aktiv und arbeitet für Sportsendungen in TV und Hörfunk. Darüber hinaus moderiert sie Galas und andere Veranstaltungen und hält Vorträge als Motivationsrednerin.